# Liga de Voleibol Superior Femenino 2012
La Liga de Voleibol Superior Femenino 2012 si è svolta dal 18 gennaio al 15 aprile 2012: al torneo hanno partecipato 10 squadre di club portoricane e la vittoria finale è andata per la prima volta alle Lancheras de Cataño.

## Regolamento
Le squadre hanno disputato un girone all'italiana, sfidando tre volte le quattro avversarie provenienti dalla propria area geografica e due volte le restanti cinque formazioni, per un totale di ventidue incontri; al termine della regular season:
- Le prime otto classificate hanno acceduto ai play-off scudetto, strutturati in quarti di finale, con due gironi all'italiana con gare di andata e ritorno, semifinali e finale al meglio delle sette gare, con incroci basati sul piazzamento in stagione regolare col metodo della serpentina.

### Criteri di classifica
Se il risultato finale è stato di 3-0 o 3-1 sono stati assegnati 3 punti alla squadra vincente e 0 a quella sconfitta, se il risultato finale è stato di 3-2 sono stati assegnati 2 punti alla squadra vincente e 1 a quella sconfitta.
L'ordine del posizionamento in classifica è stato definito in base a:
- Punti;
- Numero di partite vinte;
- Ratio dei set vinti/persi;
- Ratio dei punti realizzati/subiti.

## Squadre partecipanti
| Club                  | Stagione | Città    | Impianto                         | Stagione precedente                            |
| --------------------- | -------- | -------- | -------------------------------- | ---------------------------------------------- |
| Criollas de Caguas    | dettagli | Caguas   | Coliseo Héctor Solá Bezares      | 1ª in LVSF; Campionesse di Porto Rico          |
| Gigantes de Carolina  | dettagli | Carolina | Coliseo Guillermo Angulo         | 10ª in LVSF                                    |
| Indias de Mayagüez    | dettagli | Mayagüez | Palacio de Recreación y Deportes | 2ª in LVSF; Semifinale play-off scudetto       |
| Lancheras de Cataño   | dettagli | Cataño   | Coliseo Cosme Beitia Sálamo      | 4ª in LVSF; Quarti di finale play-off scudetto |
| Leonas de Ponce       | dettagli | Ponce    | Coliseo Salvador Dijols          | 8ª in LVSF; Quarti di finale play-off scudetto |
| Llaneras de Toa Baja  | dettagli | Toa Baja | Coliseo Antonio R. Barceló       | 5ª in LVSF; Semifinale play-off scudetto       |
| Mets de Guaynabo      | dettagli | Guaynabo | Coliseo Mario Morales            | 3ª in LVSF; Finale play-off scudetto           |
| Pinkin de Corozal     | dettagli | Corozal  | Coliseo Carmen Zoraida Figueroa  | 6ª in LVSF; Quarti di finale play-off scudetto |
| Valencianas de Juncos | dettagli | Juncos   | Coliseo Rafael Amalbert          | 9ª in LVSF                                     |
| Vaqueras de Bayamón   | dettagli | Bayamón  | Coliseo Rubén Rodríguez          | 7ª in LVSF; Quarti di finale play-off scudetto |

## Campionato

### Regular season

#### Risultati
| Risultati Regular season |                   |     |                                   |
|                          |                   |     |                                   |
| 18-01                    | Toa Baja-Guaynabo | 2-3 | 25-22, 29-27, 17-25, 21-25, 14-16 |
| 18-01                    | Carolina-Corozal  | 0-3 | 10-25, 20-25, 9-25                |
| 18-01                    | Bayamón-Mayagüez  | 0-3 | 16-25, 15-25, 17-25               |
| 19-01                    | Juncos-Caguas     | 0-3 | 20-25, 19-25, 23-25               |
| 20-01                    | Cataño-Toa Baja   | 3-2 | 25-22, 22-25, 25-19, 17-25, 15-10 |
| 20-01                    | Ponce-Bayamón     | 3-2 | 19-25, 25-18, 25-23, 26-28, 15-9  |
| 21-01                    | Caguas-Carolina   | 3-1 | 25-18, 25-17, 21-25, 25-17        |
| 21-01                    | Corozal-Juncos    | 3-0 | 25-23, 27-25, 25-21               |
| 22-01                    | Guaynabo-Ponce    | 1-3 | 25-21, 20-25, 29-31, 17-25        |
| 22-01                    | Mayagüez-Cataño   | 2-3 | 21-25, 25-23, 19-25, 20-25, 10-15 |
| 23-01                    | Toa Baja-Caguas   | 1-3 | 20-25, 25-15, 19-25, 24-26        |
| 24-01                    | Bayamón-Guaynabo  | 3-2 | 19-25, 25-15, 25-21, 19-25, 15-13 |
| 24-01                    | Cataño-Carolina   | 3-0 | 25-16, 25-15, 26-24               |
| 25-01                    | Ponce-Juncos      | 0-3 | 24-26, 22-25, 20-25               |
| 25-01                    | Mayagüez-Corozal  | 3-0 | 28-26, 25-16, 25-21               |
| 26-01                    | Caguas-Cataño     | 3-0 | 25-17, 25-23, 25-23               |
| 26-01                    | Ponce-Corozal     | 3-1 | 23-25, 25-23, 25-16, 25-19        |
| 26-01                    | Toa Baja-Carolina | 1-3 | 25-20, 19-25, 15-25, 18-25        |
| 27-01                    | Juncos-Mayagüez   | 0-3 | 14-25, 16-25, 20-25               |
| 28-01                    | Caguas-Guaynabo   | 3-0 | 25-23, 25-19, 25-10               |
| 28-01                    | Corozal-Ponce     | 3-1 | 23-25, 25-22, 25-22, 25-21        |
| 28-01                    | Cataño-Bayamón    | 3-0 | 25-22, 27-25, 25-14               |
| 29-01                    | Toa Baja-Mayagüez | 3-1 | 25-13, 27-25, 22-25, 25-22        |
| 29-01                    | Carolina-Juncos   | 3-0 | 25-21, 25-22, 25-21               |
| 30-01                    | Bayamón-Corozal   | 2-3 | 18-25, 28-26, 25-18, 19-25, 11-15 |
| 31-01                    | Juncos-Cataño     | 0-3 | 18-25, 20-25, 20-25               |
| 31-01                    | Mayagüez-Ponce    | 3-0 | 20-25, 19-25, 23-25               |
| 01-02                    | Bayamón-Caguas    | 0-3 | 22-25, 25-27, 14-25               |
| 01-02                    | Corozal-Toa Baja  | 2-3 | 21-25, 25-11, 23-25, 25-22, 13-15 |
| 02-02                    | Mayagüez-Guaynabo | 3-1 | 25-18, 22-25, 25-20, 25-23        |
| 03-02                    | Corozal-Cataño    | 3-1 | 12-25, 25-22, 25-23, 25-17        |
| 03-02                    | Toa Baja-Bayamón  | 3-0 | 28-26, 25-23, 25-22               |
| 04-02                    | Ponce-Carolina    | 3-1 | 25-20, 25-27, 26-24, 25-16        |
| 04-02                    | Caguas-Mayagüez   | 3-1 | 17-25, 25-23, 25-21, 25-18        |
| 04-02                    | Guaynabo-Juncos   | 3-1 | 25-19, 25-17, 25-27, 26-24        |
| 06-02                    | Cataño-Ponce      | 3-2 | 25-19, 13-25, 23-25, 25-20, 15-13 |
| 06-02                    | Corozal-Mayagüez  | 1-3 | 16-25, 18-25, 25-22, 23-25        |
| 06-02                    | Corozal-Guaynabo  | 3-2 | 25-6, 18-25, 16-25, 25-23, 17-15  |
| 07-02                    | Toa Baja-Juncos   | 1-3 | 21-25, 19-25, 25-20, 27-29        |
| 07-02                    | Bayamón-Carolina  | 3-1 | 25-23, 17-25, 27-25, 25-16        |
| 07-02                    | Guaynabo-Cataño   | 3-2 | 26-24, 17-25, 22-25, 25-18, 15-13 |
| 08-02                    | Ponce-Caguas      | 3-1 | 25-23, 15-25, 25-20, 25-22        |
| 08-02                    | Carolina-Toa Baja | 0-3 | 22-25, 23-25, 22-25               |
| 10-02                    | Juncos-Bayamón    | 3-1 | 25-20, 23-25, 25-20, 26-24        |
| 10-02                    | Cataño-Corozal    | 0-3 | 23-25, 19-25, 23-25               |
| 11-02                    | Guaynabo-Caguas   | 1-3 | 20-25, 20-25, 25-16, 15-25        |
| 11-02                    | Mayagüez-Ponce    | 3-0 | 25-19, 25-12, 25-22               |
| 12-02                    | Caguas-Corozal    | 0-3 | 19-25, 14-25, 23-25               |
| 12-02                    | Bayamón-Juncos    | 3-1 | 25-23, 25-23, 19-25, 25-19        |
| 12-02                    | Toa Baja-Carolina | 3-0 | 25-23, 25-17, 25-22               |
| 13-02                    | Guaynabo-Mayagüez | 3-0 | 25-19, 25-21, 25-23               |
| 14-02                    | Juncos-Toa Baja   | 3-1 | 25-20, 18-25, 26-24, 25-17        |
| 14-02                    | Bayamón-Ponce     | 2-3 | 23-25, 20-25, 25-22, 25-15, 12-15 |
| 14-02                    | Corozal-Carolina  | 3-1 | 24-26, 25-21, 25-14, 25-20        |
| 15-02                    | Mayagüez-Caguas   | 0-3 | 25-27, 23-25, 23-25               |

| Risultati regular season |                   |     |                                   |
|                          |                   |     |                                   |
| 16-02                    | Juncos-Guaynabo   | 1-3 | 25-21, 17-25, 22-25, 21-25        |
| 16-02                    | Carolina-Cataño   | 1-3 | 14-25, 29-27, 9-25, 20-25         |
| 17-02                    | Caguas-Toa Baja   | 3-1 | 25-14, 22-25, 25-20, 25-20        |
| 17-02                    | Corozal-Bayamón   | 3-0 | 25-16, 25-22, 27-25               |
| 18-02                    | Cataño-Mayagüez   | 3-0 | 21-25, 28-30, 23-25               |
| 19-02                    | Guaynabo-Carolina | 3-1 | 22-25, 25-18, 25-16, 25-16        |
| 19-02                    | Ponce-Toa Baja    | 3-2 | 22-25, 25-20, 23-25, 25-22, 15-9  |
| 20-02                    | Corozal-Juncos    | 3-1 | 22-25, 25-18, 25-21, 25-19        |
| 21-02                    | Caguas-Bayamón    | 3-0 | 25-18, 25-19, 27-25               |
| 21-02                    | Carolina-Ponce    | 2-3 | 22-25, 25-22, 25-21, 23-25, 11-15 |
| 21-02                    | Toa Baja-Cataño   | 3-0 | 22-25, 18-25, 21-25               |
| 22-02                    | Guaynabo-Corozal  | 0-3 | 17-25, 21-25, 22-25               |
| 22-02                    | Mayagüez-Juncos   | 3-0 | 25-16, 25-19, 25-19               |
| 23-02                    | Carolina-Caguas   | 0-3 | 21-25, 28-30, 21-25               |
| 23-02                    | Ponce-Cataño      | 3-2 | 18-25, 20-25, 25-19, 25-21, 15-7  |
| 23-02                    | Bayamón-Toa Baja  | 3-1 | 25-20, 25-15, 22-25, 25-18        |
| 24-02                    | Corozal-Mayagüez  | 1-3 | 23-25, 11-25, 25-20, 21-25        |
| 25-02                    | Bayamón-Cataño    | 2-3 | 25-18, 20-25, 25-20, 20-25, 13-15 |
| 25-02                    | Caguas-Juncos     | 3-0 | 25-14, 25-17, 25-23               |
| 25-02                    | Ponce-Guaynabo    | 2-3 | 27-29, 15-25, 25-19, 25-19, 10-15 |
| 26-02                    | Mayagüez-Carolina | 3-1 | 25-20, 25-18, 19-25, 25-17        |
| 26-02                    | Toa Baja-Corozal  | 1-3 | 14-25, 23-25, 25-17, 16-25        |
| 26-02                    | Guaynabo-Bayamón  | 2-3 | 24-26, 23-25, 25-18, 25-19, 21-23 |
| 27-02                    | Cataño-Caguas     | ?   | ?                                 |
| 27-02                    | Juncos-Ponce      | 3-2 | 25-22, 13-25, 25-20, 20-25, 15-12 |
| 27-02                    | Toa Baja-Mayagüez | 1-3 | 21-25, 28-26, 11-25, 20-25        |
| 28-02                    | Caguas-Corozal    | 3-1 | 25-15, 25-14, 25-21               |
| 28-02                    | Carolina-Bayamón  | 1-3 | 25-16, 18-25, 20-25, 18-25        |
| 28-02                    | Cataño-Juncos     | 2-3 | 30-32, 21-25, 25-19, 25-23, 12-15 |
| 02-03                    | Caguas-Ponce      | 3-0 | 30-28, 25-14, 25-19               |
| 02-03                    | Guaynabo-Toa Baja | 3-0 | 25-16, 25-20, 25-14               |
| 02-03                    | Mayagüez-Bayamón  | ?   | ?                                 |
| 03-03                    | Juncos-Carolina   | 3-2 | 22-25, 23-25, 25-17, 26-24, 15-12 |
| 04-03                    | Ponce-Corozal     | 1-3 | 25-17, 18-25, 17-25, 20-25        |
| 04-03                    | Cataño-Guaynabo   | 3-0 | 25-20, 25-19, 25-23               |
| 05-03                    | Toa Baja-Carolina | 0-3 | 22-25, 23-25, 22-25               |
| 06-03                    | Corozal-Caguas    | 2-3 | 20-25, 17-25, 25-22, 25-18, 18-20 |
| 06-03                    | Ponce-Juncos      | 3-0 | 25-20, 25-23, 25-20               |
| 07-03                    | Guaynabo-Toa Baja | 3-0 | 25-15, 25-14, 25-19               |
| 07-03                    | Carolina-Bayamón  | 0-3 | 12-25, 15-25, 23-25               |
| 08-03                    | Mayagüez-Caguas   | 1-3 | 23-25, 20-23, 25-22, 19-25        |
| 08-03                    | Juncos-Corozal    | 0-3 | 20-25, 23-25, 14-25               |
| 09-03                    | Bayamón-Guaynabo  | 3-0 | 27-25, 27-25, 25-22               |
| 09-03                    | Toa Baja-Cataño   | 0-3 | 21-25, 20-25, 24-26               |
| 10-03                    | Juncos-Mayagüez   | 0-3 | 23-25, 21-25, 18-25               |
| 10-03                    | Ponce-Corozal     | 3-2 | 21-25, 25-20, 25-16, 23-25, 15-8  |
| 11-03                    | Cataño-Guaynabo   | 3-1 | 25-20, 18-25, 25-19, 25-22        |
| 12-03                    | Caguas-Ponce      | 3-0 | 25-20, 25-23, 25-18               |
| 12-03                    | Corozal-Mayagüez  | 3-1 | 22-25, 25-20, 25-14, 25-15        |
| 13-03                    | Guaynabo-Carolina | 3-0 | 25-15, 25-21, 25-21               |
| 13-03                    | Cataño-Bayamón    | 3-0 | 25-13, 26-24, 25-23               |
| 14-03                    | Juncos-Caguas     | 0-3 | 10-25, 12-25, 17-25               |
| 14-03                    | Mayagüez-Ponce    | 3-0 | 29-27, 25-21, 25-16               |
| 15-03                    | Carolina-Cataño   | 1-3 | 19-25, 16-25, 25-22, 15-25        |
| 15-03                    | Bayamón-Toa Baja  | 3-0 | 25-13, 25-10, 25-21               |

#### Classifica
| Pos. | Squadra               | Pt | G  | V  | P  | SV | SP | Ratio | PF   | PS   | Ratio |
| ---- | --------------------- | -- | -- | -- | -- | -- | -- | ----- | ---- | ---- | ----- |
| 1    | Criollas de Caguas    | 41 | 22 | 19 | 3  | 60 | 17 | 3.529 | 1846 | 1580 | 1.168 |
| 2    | Indias de Mayagüez    | 38 | 22 | 16 | 6  | 53 | 26 | 2.038 | 1860 | 1674 | 1.111 |
| 3    | Pinkin de Corozal     | 38 | 22 | 16 | 6  | 55 | 29 | 1.897 | 1899 | 1742 | 1.090 |
| 4    | Lancheras de Cataño   | 37 | 22 | 15 | 7  | 52 | 34 | 1.529 | 1945 | 1811 | 1.074 |
| 5    | Leonas de Ponce       | 33 | 22 | 11 | 11 | 41 | 49 | 0.837 | 1950 | 1970 | 0.990 |
| 6    | Mets de Guaynabo      | 32 | 22 | 10 | 12 | 41 | 45 | 0.911 | 1892 | 1867 | 1.013 |
| 7    | Vaqueras de Bayamón   | 30 | 22 | 9  | 13 | 38 | 47 | 0.809 | 1847 | 1876 | 0.985 |
| 8    | Valencianas de Juncos | 29 | 22 | 7  | 15 | 25 | 54 | 0.463 | 1665 | 1868 | 0.891 |
| 9    | Llaneras de Toa Baja  | 26 | 22 | 4  | 18 | 27 | 56 | 0.482 | 1711 | 1951 | 0.877 |
| 10   | Gigantes de Carolina  | 25 | 22 | 3  | 19 | 23 | 58 | 0.397 | 1656 | 1932 | 0.857 |

      Qualificata ai quarti di finale.

### Play-off scudetto

#### Quarti di finale

##### Girone A

###### Risultati
| Gara 1 |                 |     |                                   |
|        |                 |     |                                   |
| 18-03  | Ponce - Caguas  | 2-3 | 23-25, 27-25, 19-25, 27-25, 10-15 |
| 18-03  | Cataño - Juncos | 3-0 | 25-17, 25-21, 25-23               |

| Gara 4 |                 |     |                     |
|        |                 |     |                     |
| 24-03  | Caguas - Ponce  | 3-0 | 25-12, 25-23, 25-12 |
| 24-03  | Juncos - Cataño | 0-3 | 12-25, 13-25, 21-25 |

| Gara 2 |                 |     |                                   |
|        |                 |     |                                   |
| 20-03  | Juncos - Caguas | 0-3 | 21-25, 19-25, 19-25               |
| 20-03  | Cataño - Ponce  | 2-3 | 21-25, 25-23, 22-25, 31-29, 14-16 |

| Gara 5 |                 |     |                     |
|        |                 |     |                     |
| 25-03  | Caguas - Juncos | 3-0 | 25-15, 25-17, 25-22 |
| 25-03  | Ponce - Cataño  | 0-3 | 21-25, 23-25, 20-25 |

| Gara 3 |                 |     |                            |
|        |                 |     |                            |
| 22-03  | Caguas - Cataño | 3-1 | 25-16, 25-23, 21-25, 25-17 |
| 22-03  | Ponce - Juncos  | 3-0 | 25-16, 25-22, 25-20        |

| Gara 6 |                 |     |                           |
|        |                 |     |                           |
| 27-03  | Cataño - Caguas | 1-3 | 20-25, 15-25, 25-6, 22-25 |
| 27-03  | Juncos - Ponce  | 0-3 | 21-25, 13-25, 21-25       |

| Gara di spareggio |                |     |                            |
|                   |                |     |                            |
| 29-03             | Cataño - Ponce | 3-1 | 25-15, 18-25, 25-20, 25-15 |

###### Classifica
| Pos. | Squadra               | Pt | G | V | P | SV | SP | Ratio | PF  | PS  | Ratio |
| ---- | --------------------- | -- | - | - | - | -- | -- | ----- | --- | --- | ----- |
| 1    | Criollas de Caguas    | 12 | 6 | 6 | 0 | 18 | 4  | 4.500 | 517 | 429 | 1.205 |
| 2    | Lancheras de Cataño   | 11 | 7 | 4 | 3 | 16 | 10 | 1.600 | 594 | 541 | 1.098 |
| 3    | Leonas de Ponce       | 10 | 7 | 3 | 4 | 12 | 14 | 1.857 | 560 | 584 | 0.959 |
| 4    | Valencianas de Juncos | 6  | 6 | 0 | 6 | 0  | 18 | 0.000 | 333 | 450 | 0.740 |

      Qualificata alle semifinali.

##### Girone B

###### Risultati
| Gara 1 |                    |     |                                   |
|        |                    |     |                                   |
| 17-03  | Mayagüez - Corozal | 3-2 | 20-25, 25-19, 25-16, 17-25, 15-10 |
| 17-03  | Guaynabo - Bayamón | 3-0 | 25-18, 25-22, 25-21               |

| Gara 4 |                    |     |                            |
|        |                    |     |                            |
| 23-03  | Mayagüez - Bayamón | 3-0 | 25-19, 25-17, 25-22        |
| 23-03  | Corozal - Guaynabo | 3-0 | 25-23, 21-25, 25-18, 25-20 |

| Gara 2 |                    |     |                             |
|        |                    |     |                             |
| 19-03  | Bayamón - Mayagüez | 1-3 | 25-27, 18-25, 25-20, 13-25  |
| 19-03  | Guaynabo - Corozal | 3-1 | 25-18, 25-17, 19-25, 25-19. |

| Gara 5 |                    |     |                            |
|        |                    |     |                            |
| 24-03  | Corozal - Mayagüez | 1-3 | 22-25, 27-29, 25-22, 24-26 |
| 24-03  | Bayamón - Guaynabo | 0-3 | 22-25, 21-25, 22-25        |

| Gara 3 |                     |     |                            |
|        |                     |     |                            |
| 21-03  | Bayamón - Corozal   | 0-3 | 16-25, 18-25, 17-25        |
| 21-03  | Mayagüez - Guaynabo | 3-1 | 25-18, 18-25, 25-22, 25-22 |

| Gara 6 |                     |     |                            |
|        |                     |     |                            |
| 26-03  | Corozal - Bayamón   | 0-3 | 25-22, 25-14, 25-13        |
| 26-03  | Guaynabo - Mayagüez | 3-1 | 20-25, 25-14, 25-14, 25-17 |

##### Classifica
| Pos. | Squadra             | Pt | G | V | P | SV | SP | Ratio | PF  | PS  | Ratio |
| ---- | ------------------- | -- | - | - | - | -- | -- | ----- | --- | --- | ----- |
| 1    | Indias de Mayagüez  | 11 | 6 | 5 | 1 | 16 | 8  | 2.000 | 539 | 513 | 1.051 |
| 2    | Mets de Guaynabo    | 10 | 6 | 4 | 2 | 14 | 8  | 1.750 | 512 | 464 | 1.103 |
| 3    | Pinkin de Corozal   | 9  | 6 | 3 | 3 | 13 | 10 | 1.300 | 518 | 484 | 1.070 |
| 4    | Vaqueras de Bayamón | 6  | 6 | 0 | 6 | 1  | 18 | 0.056 | 364 | 472 | 0.771 |

      Qualificata alle semifinali.

##### Semifinali
| Gara 1 |                   |     |                            |
|        |                   |     |                            |
| 30-03  | Caguas - Guaynabo | 3-1 | 25-20, 25-20, 21-25, 25-20 |
| 30-03  | Mayagüez - Cataño | 0-3 | 10-25, 22-25, 25-27        |

| Gara 3 |                   |     |                     |
|        |                   |     |                     |
| 3-04   | Caguas - Guaynabo | 3-0 | 25-20, 25-20, 26-24 |
| 3-04   | Mayagüez - Cataño | 0-3 | 17-25, 28-30, 22-25 |

| Gara 2 |                   |     |                                   |
|        |                   |     |                                   |
| 31-03  | Guaynabo - Caguas | 0-3 | 23-25, 24-26, 23-25               |
| 01-04  | Cataño - Mayagüez | 3-2 | 25-16, 25-15, 19-25, 23-25, 15-12 |

| Gara 4 |                   |     |                            |
|        |                   |     |                            |
| 05-04  | Guaynabo - Caguas | 0-3 | 20-25, 17-25, 21-25        |
| 04-04  | Cataño - Mayagüez | 3-1 | 22-25, 25-21, 25-20, 25-17 |

#### Finale
| Gara 1 |                 |     |                     |
|        |                 |     |                     |
| 10-04  | Caguas - Cataño | 0-3 | 22-25, 17-25, 23-25 |

| Gara 3 |                 |     |                                   |
|        |                 |     |                                   |
| 14-04  | Caguas - Cataño | 2-3 | 25-27, 27-29, 25-13, 25-12, 10-15 |

| Gara 2 |                 |     |                            |
|        |                 |     |                            |
| 12-04  | Cataño - Caguas | 3-1 | 25-23, 22-25, 25-22, 25-17 |

| Gara 4 |                 |     |                                  |
|        |                 |     |                                  |
| 15-04  | Cataño - Caguas | 3-2 | 25-20, 21-25, 9-25, 25-18, 15-12 |

|  | Semifinali          | Semifinali          | Semifinali          | Semifinali          | Semifinali          | Semifinali | Semifinali | Semifinali | Semifinali |  |  | Finale              | Finale              | Finale              | Finale              | Finale              | Finale | Finale | Finale | Finale |  |
|  |                     |                     |                     |                     |                     |            |            |            |            |  |  |                     |                     |                     |                     |                     |        |        |        |        |  |
|  | Criollas de Caguas  | Criollas de Caguas  | Criollas de Caguas  | Criollas de Caguas  | Criollas de Caguas  | 3          | 3          | 3          | 3          |  |  |                     |                     |                     |                     |                     |        |        |        |        |  |
|  | Mets de Guaynabo    | Mets de Guaynabo    | Mets de Guaynabo    | Mets de Guaynabo    | Mets de Guaynabo    | 1          | 0          | 0          | 0          |  |  | Criollas de Caguas  | Criollas de Caguas  | Criollas de Caguas  | Criollas de Caguas  | Criollas de Caguas  | 0      | 1      | 2      | 2      |  |
|  | Indias de Mayagüez  | Indias de Mayagüez  | Indias de Mayagüez  | Indias de Mayagüez  | Indias de Mayagüez  | 0          | 2          | 0          | 1          |  |  | Lancheras de Cataño | Lancheras de Cataño | Lancheras de Cataño | Lancheras de Cataño | Lancheras de Cataño | 3      | 3      | 3      | 3      |  |
|  | Lancheras de Cataño | Lancheras de Cataño | Lancheras de Cataño | Lancheras de Cataño | Lancheras de Cataño | 3          | 3          | 3          | 3          |  |  |                     |                     |                     |                     |                     |        |        |        |        |  |

## Premi individuali
| Premio                   | Giocatrice        | Squadra             |
| ------------------------ | ----------------- | ------------------- |
| MVP della Regular Season | Yarimar Rosa      | Indias de Mayagüez  |
| MVP delle finali         | Courtney Thompson | Lancheras de Cataño |
| Miglior palleggiatrice   | Michelle Nogueras | Criollas de Caguas  |
| Rising star              | Michelle Nogueras | Criollas de Caguas  |
| Miglior ritorno          | Yarimar Rosa      | Indias de Mayagüez  |
| Miglior esordiente       | Valeria González  | Leonas de Ponce     |
| Allenatore dell'anno     | José Mieles       | Leonas de Ponce     |
| All-Star Team            | Michelle Nogueras | Criollas de Caguas  |
| All-Star Team            | Yarimar Rosa      | Indias de Mayagüez  |
| All-Star Team            | Erin Moore        | Vaqueras de Bayamón |
| All-Star Team            | Meagan Ganzer     | Leonas de Ponce     |
| All-Star Team            | Dulce Téllez      | Mets de Guaynabo    |
| All-Star Team            | Jessica Jones     | Lancheras de Cataño |
| All-Star Team            | Debora Seilhamer  | Lancheras de Cataño |

## Statistiche
| Punti totali | Punti totali     | Punti totali | Punti totali          |
| Pos.         | Nome             | Punti        | Squadra               |
| ------------ | ---------------- | ------------ | --------------------- |
| 1            | Meagan Ganzer    | 425          | Leonas de Ponce       |
| 2            | Erin Moore       | 405          | Vaqueras de Bayamón   |
| 3            | Airial Salvo     | 389          | Leonas de Ponce       |
| 4            | Kim Willoughby   | 386          | Valencianas de Juncos |
| 5            | Angela Pressey   | 383          | Lancheras de Cataño   |
| 6            | Yarimar Rosa     | 370          | Indias de Mayagüez    |
| 7            | Morgan Beck      | 366          | Mets de Guaynabo      |
| 8            | Stacey Gordon    | 348          | Criollas de Caguas    |
| 9            | Julie Rubenstein | 345          | Pinkin de Corozal     |
| 10           | Shonda Cole      | 336          | Pinkin de Corozal     |

| Attacchi vincenti | Attacchi vincenti   | Attacchi vincenti | Attacchi vincenti     |
| Pos.              | Nome                | Punti             | Squadra               |
| ----------------- | ------------------- | ----------------- | --------------------- |
| 1                 | Erin Moore          | 372               | Vaqueras de Bayamón   |
| 2                 | Meagan Ganzer       | 372               | Leonas de Ponce       |
| 3                 | Kim Willoughby      | 363               | Valencianas de Juncos |
| 4                 | Airial Salvo        | 347               | Leonas de Ponce       |
| 5                 | Yarimar Rosa        | 329               | Indias de Mayagüez    |
| 6                 | Stacey Gordon       | 319               | Criollas de Caguas    |
| 7                 | Angela Pressey      | 319               | Lancheras de Cataño   |
| 8                 | Morgan Beck         | 308               | Mets de Guaynabo      |
| 9                 | Tatiana Encarnación | 301               | Lancheras de Cataño   |
| 10                | Julie Rubenstein    | 296               | Pinkin de Corozal     |

| Muri vincenti | Muri vincenti      | Muri vincenti | Muri vincenti         |
| Pos.          | Nome               | Punti         | Squadra               |
| ------------- | ------------------ | ------------- | --------------------- |
| 1             | Jessica Jones      | 80            | Lancheras de Cataño   |
| 2             | Dulce Téllez       | 78            | Mets de Guaynabo      |
| 3             | Lynda Morales      | 68            | Mets de Guaynabo      |
| 4             | Yasary Castrodad   | 65            | Llaneras de Toa Baja  |
| 5             | Jetzabel Del Valle | 60            | Indias de Mayagüez    |
| 6             | Angela Pressey     | 54            | Lancheras de Cataño   |
| 7             | Jessica Candelario | 53            | Pinkin de Corozal     |
| 8             | Ashley Benson      | 51            | Pinkin de Corozal     |
| 9             | Alexandra Oquendo  | 51            | Criollas de Caguas    |
| 10            | Blair Brown        | 50            | Valencianas de Juncos |

| Battute vincenti | Battute vincenti  | Battute vincenti | Battute vincenti    |
| Pos.             | Nome              | Punti            | Squadra             |
| ---------------- | ----------------- | ---------------- | ------------------- |
| 1                | Stephanie Enright | 31               | Criollas de Caguas  |
| 2                | Kristy Jaeckel    | 25               | Mets de Guaynabo    |
| 3                | Kelly Murphy      | 24               | Mets de Guaynabo    |
| 4                | Morgan Beck       | 23               | Mets de Guaynabo    |
| 5                | Airial Salvo      | 22               | Leonas de Ponce     |
| 6                | Courtney Thompson | 20               | Lancheras de Cataño |
| 7                | Meagan Ganzer     | 18               | Leonas de Ponce     |
| 8                | Julie Rubenstein  | 18               | Pinkin de Corozal   |
| 9                | Shonda Cole       | 18               | Pinkin de Corozal   |
| 10               | Stephanie Niemer  | 18               | Indias de Mayagüez  |